# 宣德廢后
宣德廢后，即明宣宗朱瞻基廢黜元配胡善祥皇后之位一事，此為明朝第一次廢后事件。宣宗經過與大臣多次密議後，確定廢黜方略，并于宣德三年（1428年），宣宗改立孫貴妃為皇后。

## 背景
胡善祥為濟寧人，永樂十五年選入皇太孙妃，此後為皇太子妃。宣宗即位後立為皇后。當時孙贵妃有寵，而胡皇后無子，又經常生病。孫貴妃出身邹平，和明仁宗皇后张氏的母親彭城伯夫人是同鄉，因此關係孫氏十歲時被召入宮中，受当时身为太子妃的张氏教育。之後在替宣宗議婚時，將胡善祥選為皇太子妃、孫氏為嬪。明宣宗即位后，封孫氏為貴妃。孫貴妃所生子為宣宗寵愛，即後來的明英宗，因此孙贵妃眷宠益重。宣宗欲廢胡善祥而立孫貴妃為皇后。

## 商議
為了廢后一事，宣宗召見大臣張輔、蹇義、夏原吉、楊士奇、楊榮商議，稱：“我年過三十未有兒子，現在孫貴妃有子，母從子貴，古亦有之。但皇后宜何如處置？”於是列舉胡皇后多次過失。楊榮稱：“廢掉皇后即可。”宣宗問：“廢后之事在以往有慣例么？”蹇義稱：“宋仁宗降皇后郭氏為仙妃。”宣宗轉而問張輔、夏原吉、楊士奇為何不說話。楊士奇表示反對：“臣對於皇后，猶如孩子侍奉父母。現在皇后是母，群臣是子，為子的豈敢討論廢母！”宣宗遂問張輔、夏原吉，兩人仍然規避稱此為大事，容其詳議。宣宗說：“此事不能給外面所談論么？”蹇義稱：“這是自古就有的事情，還有什麽可討論的！”楊士奇遂爭論道：“宋仁宗廢郭后，孔道輔、范仲淹率臺諫等十數人入諫而被黜，至今史冊均稱貶，何謂無議！”隨後眾人爭論不休，於是退下。楊榮、蹇義對夏原吉、楊士奇說：“陛下有此志向很久了，不是我們臣下能夠阻止的。”夏原吉稱：“但應當商議處置皇后。”楊士奇稱：“今天我聽到陛下所稱的皇后過失，均非應當廢后的罪過。”於是眾人商議不決。
次日，宣宗召見楊士奇、楊榮到西角門，問商議結果。楊榮從懷中取出一紙，列出皇后過失二十事，均為詆毀，稱：“以此可以廢后了。”宣宗看了其中兩三件事后，就艴然變色道：“她甚麼時候做過這些事，難道宮廟中沒有神靈了麼？”對楊士奇說：“你怎麼看？”楊士奇答道：“漢光武帝廢后，詔書曰：‘異常之事，非國休福。’宋仁宗廢后，後來非常後悔。希望陛下謹慎。”宣宗不悅，於是命兩人退下。此後又一天，宣宗召問楊士奇，楊士奇說：“此事皇太后必然有主張。”宣宗稱：“和你們商議，這本就是皇太后之意。”後又一日，宣宗獨自在文華殿召見楊士奇，問應當如何處置。楊士奇於是問：“胡皇后與孫貴妃相處如何？”宣宗說：“非常和睦親愛。但是我看重皇子，而皇后病重不宜子，故欲正其母以區別。現在皇后生病多月，貴妃經常看望，慰藉甚勤。”楊士奇進言道：“現在可趁其生病，而勸導其辭讓皇后位。於是進對都為禮儀，而恩眷亦不衰。”宣宗頷首表示贊同。幾天後，宣宗再次召見楊士奇，稱：“你所說的主張非常好，皇后欣然辭職。孫貴妃不接受，太后亦尚未聽辭。然而皇后仍然堅持辭去。”楊士奇道：“若如此，希望陛下您對待兩位相同。當年宋仁宗廢郭后，而對郭氏恩意加厚。”宣宗贊同并說：“我不會食言的。”於是此議論遂定。

## 廢立
宣德三年二月，宣宗令皇后胡善祥上辞位表，退居长安宫，赐号静慈仙师，而册立孫贵妃为皇后：
|  | 皇后胡氏，自惟多疾，不能承祭養，重以無子，固懷謙退，上表請閒。朕念夫婦之義，拒之不從。而陳詞再三，乃從所志，就閒別宮。其稱號、服食、侍從悉如舊。貴妃孫氏，皇祖太宗選嬪於朕。十有餘年，德義之茂，冠於後宮。實生長子，已立為皇太子。群臣咸謂《春秋》之義，母以子貴，宜正位中宮。今允所請，冊妃孫氏為皇后。 |

宣宗之母張太后憐憫胡廢后，經常召居清宁宫。内廷朝宴，張太后命胡廢后位居孙皇后之上，孫皇后亦為此經常感到不快。
胡氏無過被廢，天下人聽後為之同情。數年後，宣宗亦感到後悔，曾自我解嘲道，“這是我年少衝動所為啊。”

## 後續
正統七年，一向憐憫胡廢后的張太皇太后去世，胡廢后痛哭不已，次年亦去世，明英宗以嫔御之礼葬至金山。土木之變中，明英宗被俘，孫太后命郕王监国，明景帝即位后，尊其為上圣皇太后。當時英宗在迤北，孫皇太后亦多次寄御寒衣裘。英宗歸朝後，被景帝幽禁于南宫，孫太后数次省视。此後石亨發動奪門之變，首先密告孫太后，得到許可。英宗復辟後，上徽号曰圣烈慈寿皇太后，此為明朝宫闱徽号之始。天順六年九月，孫太后去世，英宗尊谥曰孝恭懿宪慈仁庄烈齐天配圣章皇后，合葬景陵，祔太庙。而英宗生母，竟無人所知。
孫太后去世後，錢皇后對英宗說：“當年胡皇后贤而无罪，废为仙师。其死時，人們畏懼孫太后，其殓葬皆不如礼。”於是勸其恢復原位。英宗問大學士李賢，李賢表示贊同，并稱：“陛下此心，天地鬼神实临之。然臣以陵寝、享殿、神主俱宜如奉先殿式，庶称陛下明孝。”天順七年，英宗追諡尊胡皇后為恭让诚顺康穆静慈章皇后，修陵寝，未祔太庙。